# Ligusticum littledalei
Ligusticum littledalei är en flockblommig växtart som beskrevs av Friedrich Karl Georg Fedde. Ligusticum littledalei ingår i släktet strandlokor, och familjen flockblommiga växter. Inga underarter finns listade i Catalogue of Life.